# Famille punaluenne
Une famille punaluenne  est une forme de structure familiale identifiée par l'anthropologue Lewis Henry Morgan à la fin du XIXe siècle. Elle correspond aux mariages polygames avec les femmes des frères (et donc réciproquement avec les maris des sœurs).

## Définition

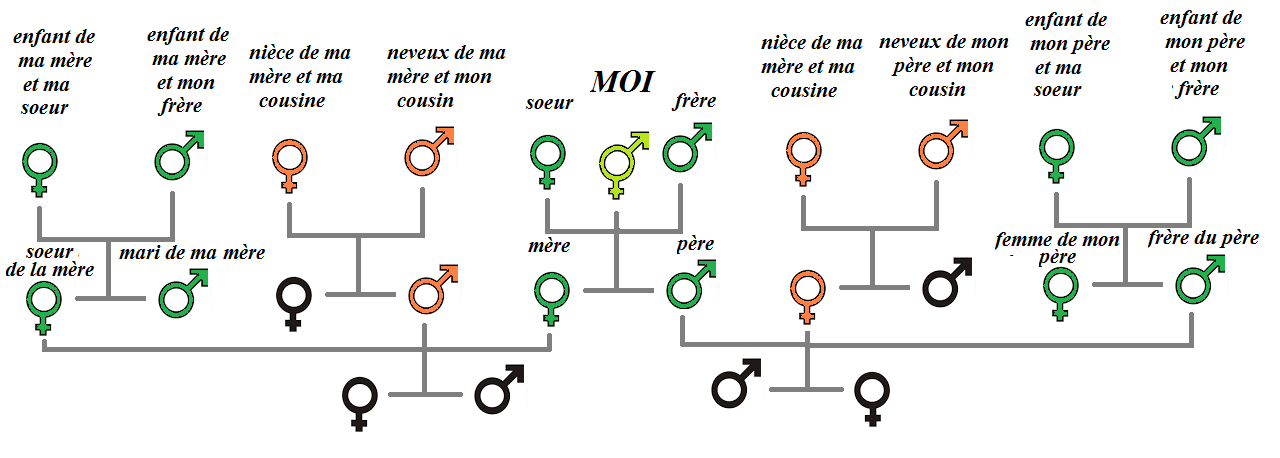
Schéma de la famille punaluenne.

La famille punaluenne est longuement référencée par Friedrich Engels dans son ouvrage L'Origine de la famille, de la propriété privée et de l'État et le définit ainsi : 
Les enfants des sœurs de ma mère restent toujours ses enfants et, de même, les enfants des frères de mon père sont aussi les enfants de mon père, et tous sont mes frères et sœurs ; mais les enfants des frères de ma mère sont maintenant ses neveux et nièces, les enfants des sœurs de mon père sont ses neveux et nièces, et tous sont mes cousins et cousines. En effet, tandis que les maris des sœurs de ma mère sont toujours les maris de ma mère, et que les femmes des frères de mon père sont encore les femmes de mon père — en droit, sinon toujours en fait —, la réprobation par la société du commerce sexuel entre frères et sœurs a divisé en deux classes les enfants de frères et sœurs, traités eux-mêmes jusqu'alors et indistinctement comme frères et sœurs : les uns restent, après comme avant, frères et sœurs (plus éloignés) entre eux ; les autres, les enfants du frère, d'une part, de la sœur, d'autre part,ne peuvent pas être plus longtemps frères et sœurs, ils ne peuvent plus avoir de parents communs, ni le père seul, ni la mère seule, ni les deux ensemble ; et c'est pourquoi la catégorie des neveux et des nièces, des cousins et des cousines devient pour la première fois nécessaire, alors qu'elle eût été un non-sens dans le régime familial antérieur. Le système de parenté américain, qui semble purement absurde dans toute forme de famille basée sur le mariage conjugal, est rationnellement expliqué et naturellement motivé jusque dans ses moindres détails par la famille punaluenne.
Aujourd'hui, le côté évolutionniste de l'anthropologie de Lewis H. Morgan, qui a très fortement inspiré Engels, est considéré comme obsolète.